# Cot Lamkuweueh
Cot Lamkuweueh is een bestuurslaag in het regentschap Banda Aceh van de provincie Atjeh, Indonesië. Cot Lamkuweueh telt 731 inwoners (volkstelling 2010).